# Guijo de Santa Bárbara
Guijo de Santa Bárbara là một đô thị trong tỉnh Cáceres, Extremadura, Tây Ban Nha. Theo điều tra dân số 2005 (INE), đô thị này có dân số là 429 người.
40°09′B 5°39′T / 40,15°B 5,65°T